# Викрадення активістів Євромайдану
Викрадення Беркутом активістів Євромайдану — випадки викрадення активістів Євромайдану, що відбувались з 21 січня 2014 року в різних куточках Києва. До викрадення були причетні зокрема бійці спецпідрозділу «Беркут» та ймовірно громадяни Росії.

## Процедура
За словами одного з викрадених активістів Ігоря Луценко, для міліції це є стандартною процедурою:
|  | Людей вивозять за місто, допитують, сильно б'ють, а потім доставляють в райвідділки |

## Відомі злочини
- Вдень 22 січня 2014 року після штурму барикад протестувальників на вулиці Грушевського загони «Беркуту» захопили низку активістів[4]. Пізніше виявилось, що 21 затриману людину було вивезено за місто у невідомому напрямку, де їх роздягнули до поясу, били ногами і кидали в сніг. Ввечірі того ж один з ув'язнених СМСкою передав, що вони знаходяться в холодному автозаку, місцезнаходження якого з'ясувати не вдалося[5].

- 22 січня 2014 р. під лікарнею швидкої допомоги міста Києва, куди звозять поранених активістів з вул. Грушевського, чатували кілька машин з бандитами в формі міліції та автобуси з бандитами в формі «Беркуту».[6] Ці люди свідомо йшли на злочин з метою захопити беззахисних активістів Євромайдану безпосередньо біля лікарні, оскільки на їх машинах заздалегідь були зняті державні номери.[6] Після прибуття журналістів під стіни лікарні швидкої допомоги бандити швидко втекли на своїх авто. Подібним чином 21 січня 2014 р. було скоєне викрадення Юрія Вербицького особами в цивільному з Жовтневої лікарні у місті Києві[7], а наступного дня його понівечене тіло зі слідами тортур було знайдено в околицях села Гнідин Бориспільського району Київської області.[8]

- За словами народного депутата України Лесі Оробець, 22 січня 2014 р. на вулиці Братиславська, 3 відбулася сутичка між активістами та бандитами у формі Беркуту, які також намагалися вивезти поранених у невідомому напрямку.[6]

- За повідомленням народного депутата Андрія Пишного бійці Беркуту і міліція 23 січня 2014 р. знову намагаються викрасти поранених з 4-го корпусу Олександрівської лікарні:[9]

|  | Увага! Щойно зателефонували активісти з Жовтневої лікарні. Там відбувається те що вчора в БСП. Травмованих намагаються забрати і вивезти. Потрібна допомога |

- О четвертій годині ранку 23 січня 2014 р. друга рота київського Беркуту організувала пастку на активістів Автомайдану. Їх підставили: запустивши інформацію в інтернет про потребу у допомозі, щоб зібрати в одному місці, а потім напали.[10] Один з постраждалих, Олександр Кравцов, розповів про деталі подій тієї ночі:[11]

|  | Мене затримали нібито за побиття кількох співробітників Беркуту... Напали, потрощили автівки, ... привезли у Маріїнський парк (скоріш за все це був він, бо дуже близько везли), роздягли, півтори години змусили стояти на снігу на колінах... Нас було приблизно 17 осіб. ... Це була друга рота Київського Беркуту |

 За це Оболонський райсуд Києва засудив Олександра Кравцова до 2 місяців ув'язнення у СІЗО.
- Бійці Беркуту викрали 23 січня 2014 р. волонтера медичної служби Майдану, Олександру Хайлак, використовуючи приватний легковий автомобіль й після побиття залишили її без документів, речей, грошей та ліків посеред лісу під Києвом.[13] 23 січня 2014 р. Олександра зібралася додому, і на залізничному вокзалі Києва особа в формі капітана міліції вирішила перевірити її документи й побачила в неї посвідчення волонтера медичної служби Майдану. Після чого капітан міліції викликав силовиків у формі Беркуту, які під'їхали у приватному автомобілі з затемненими вікнами і забрали дівчину з собою.[14] Троє беркутівців забрали у неї всі ліки, які вона мала й повезли до відділення міліції Києва. Проте жодне відділення її приймати не хотіло за відсутності злочину.[13] За словами Олександри, при спілкування між собою бійці беркуту не зверталися один до одного по імені, тому імен своїх викрадачів вона не знає. Згодом Олександра почала задихатися внаслідок чергового астматичного приступу (вона є астматиком), проте беркутівці не бажали повернути їй ліки. Вони заїхали проконсультуватися до Олександрівської лікарні і тільки після поради лікаря дали їй ліки від астми. Після того бійці Беркуту вивезли Олександру в ліс під Києвом, де її пограбували, вдарили по ниркам і покинули в лісі. Бродячи по лісу вона вийшла до людей, які згодом її вивели до станції метро Героїв Дніпра.[14]

- За повідомленням журналістки Ганни Бабінець із посиланням на представника центральної районної лікарні у Броварах, Сергія Седлера, 19 лютого 2014 р. туди привезли двох чоловіків, яких жорстоко катував «Беркут». Вона повідомляє, що[15]

|  | У одного з них взуттєвими нитками було зашито рот. Іншого беркутівці садовили на коробку з феєрверками. |